# 함라초등학교
함라초등학교는 대한민국 전북특별자치도 익산시 함라면 함열리에 있는 공립 초등학교이다.

## 학교 연혁
- 1908년 9월 18일 사립 창명학교 설립
- 1911년 6월 24일 함열공립보통학교 개편
- 1923년 4월 1일 함라공립보통학교 개칭
- 1938년 4월 1일 함라공립심상소학교로 개칭[1]
- 1941년 4월 1일 함라공립국민학교로 개칭[2]
- 1982년 3월 1일 병설유치원 개원
- 1995년 1월 25일 다목적 교실 신축(100평)
- 1996년 3월 1일 함라초등학교로 개칭[3]
- 1999년 3월 1일 신남초등학교 통폐합
- 2001년 9월 28일 새교사 신축 준공
- 2008년 12월 20일 개교 100주년 기념행사
- 2009년 12월 5일 강당 개,보수 공사
- 2011년 2월 16일 제100회 졸업식(총졸업생 7250명)
- 2015년 11월 5일 역사관 개관[4]
- 2016년 5월 26일 식생활관 리모델링 준공
- 2016년 11월 29일 운동장 잔디조성 및 배수로 공사
- 2017년 2월 9일 제106회 졸업장 수여식 (졸업생 총 7319명)
- 2017년 3월 1일 6학급 편성
- 2017년 9월 1일 제25대 박종철 교장 취임

## 학교 상징
- 교화(校花) - 철쭉 : 자신을 가꾸면서 모든 이에게 소박한 아름다움을 주는 심미감을 가진 사람이되자.
- 교목(校木) - 느티나무 : 푸른 기상을 가지고 묵묵히 자신의 책임을 다하며 사회에 봉사하는 홍익인간이 되자.
- 교조(校鳥) - 비둘기 :  부지런한 생활태도로 항상 열심히 노력하며 평화를 사랑하여 남북평화 통일의견인차가 되는 사람이 되자.

## 참고 자료
- 함라초등학교 - 한국교육학술정보원 학교알리미